# Alois Senefelder
Aloys Johann Nepomuk Franz Senefelder (česky Alois Jan Nepomuk František Senefelder; 6. listopadu 1771, Praha – 26. února 1834, Mnichov) byl německý vynálezce litografie, neboli kamenotisku, který se 350 let po vynálezu knihtisku stal další tiskovou technikou.

## Život a dílo

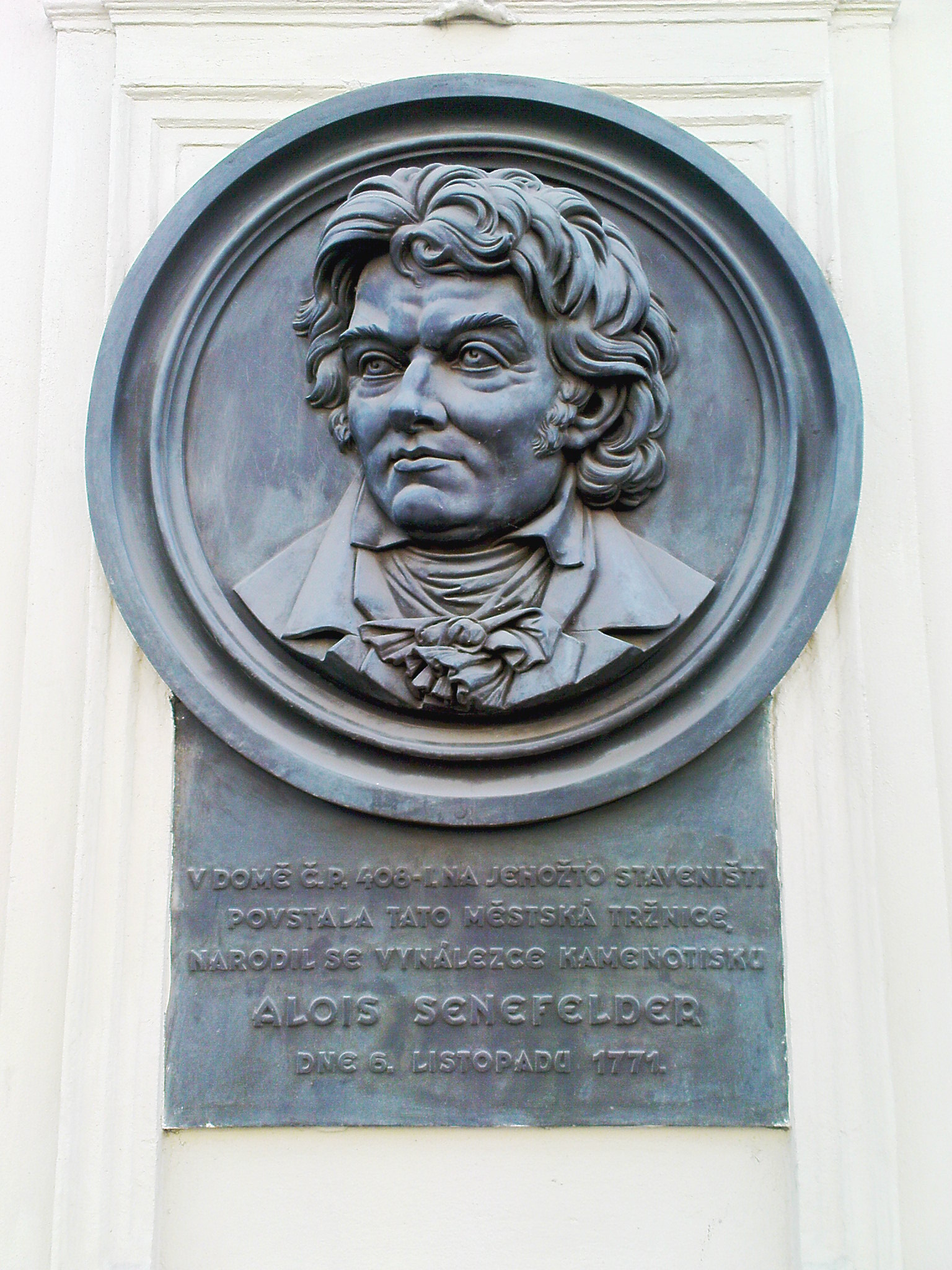
Pamětní deska na budově Staroměstské tržnice v Rytířské ulici, Praha 1 – na místě Senefelderova rodného domu

### Mládí
Alois Senefelder se narodil jako syn mnichovského dvorního herce Petera Senefeldera, pocházejícího z Königshofenu ve Frankách a jeho ženy, herečky Kathariny, rozené von Volk. Senefelder se narodil během hostování svých rodičů v Nostitzově divadle v Praze v domě v Rytířské ulici, který stál v místě dnešní Staroměstské tržnice.
Školní léta strávil v Mnichově, kde otec získal angažmá ve dvorním divadle. Kromě obecné školy a gymnasia navštěvoval hodiny klavíru a zpěvu u bavorského dvorního varhaníka Antona Ferchla. Díky dobré finanční situaci rodiny mohl v letech 1789 až 1793 studovat práva na jezuitské universitě v Ingolstadtu. Všestranně nadaný a vynalézavý Alois kromě studia stihl vystupovat v divadle, psát literární díla a starat se o reklamu. Po náhlé otcově smrti se musel postarat o matku a osm sourozenců. Odešel ze školy a stal se hercem nejprve ve dvorním divadle, později se přidal ke kočovným společnostem.

### Vynález litografie

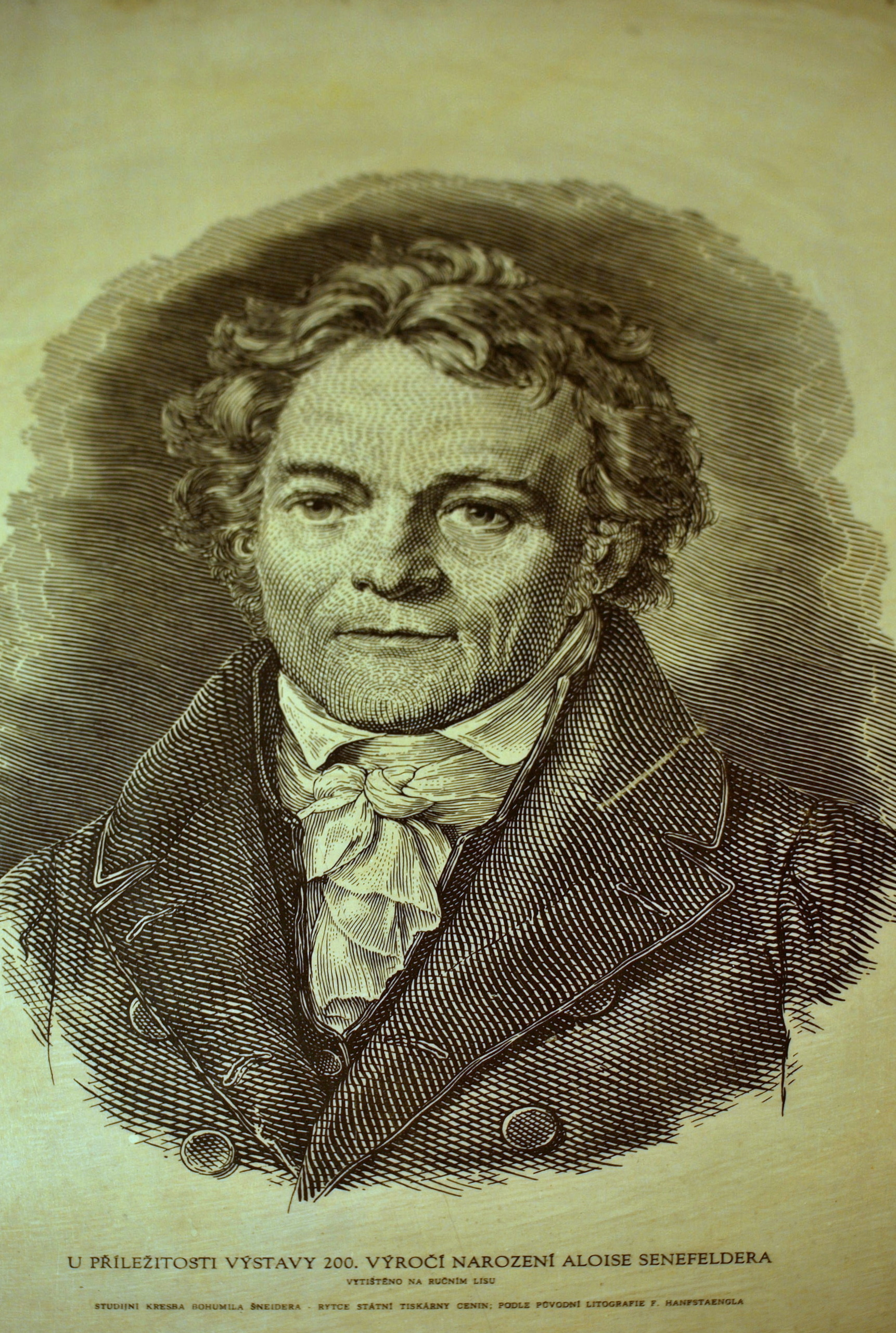
Národní technické muzeum v Praze: portrét Aloise Senefeldera u příležitosti výstavy 200. výročí narození

Na divadelních štacích měl Alois Senefelder problémy s včasným a levným vytištěním divadelních her i plakátů. Pokoušel se o různé způsoby tisku, mimo jiné vytlačením sazby do směsi těsta, písku a uhelného prachu, kterou pak vyléval pečetním voskem. Stal se tak vynálezcem tiskařské techniky stereotypie. Pokračoval v experimentech v polygrafii a hledal vhodnější materiál, než byl dosud používaný kov.
V roce 1796 princip litografie objevil náhodou, když si ve spěchu udělal poznámky mastným inkoustem na desku solnhofenského vápence, který užíval ke tření barev. Všiml si, že se mastná tekutina zatáhla do povrchu kamene a odpuzuje vodu. Po vyleptání kyselinou dusičnou získal z kamene první tisky. Senefelder se pak technikou tisku z kamene soustavně věnoval a sám vyřešil veškeré technické postupy. Spojil se s mnichovským dvorním hudebníkem Františkem Gleissnerem a za jeho finanční podpory pořídil 120 exemplářů Gleissnerova hudebního alba 12 neue Lieder mit Begleitung des Klaviers (Mnichov 1796). Roku 1799 navázali spolupráci s vydavatelem hudebnin a tiskařem Johannem Antonem Andrém (1775–1842). Ten roku 1800 založil první litografickou dílnu v Offenbachu a vzápětí další pobočky v Paříži a Londýně. Senelfeder si nechal metodu litografie patentovat v Anglii a v Bavorsku.
Roku 1801 Senefelder s Gleissnerem založili v Mnichově novou litografickou dílnu, kde byly dělány další pokusy s metalografií (1805), tónovou litografií (1807) a také barevnou litografií (1808).
Nová, laciná a rychlá metoda tisku se rychle prosadila a Senefelder byl v roce 1809 jmenován inspektorem speciálně vytvořeného litografického institutu v Mnichově. Podobné instituce vytvořené pod jeho vedením vznikly v Berlíně, Paříži, Londýně a ve Vídni. V Praze litografii brzy zavedl do učebních osnov nově založené kreslířské Akademie její ředitel Josef Bergler, na základě školení se litografii začali věnovat také jeho žáci. K prvním, kdo si pořídil litografický lis a zařídil litografickou dílnu, patřil již roku 1813 malíř Antonín Machek.
Koncem roku 1813 zemřela při porodu syna Senefelderova manželka. S podporou své druhé manželky dokončil práci na dlouho plánované učebnici litografie. Jeho spis Vollständiges Lehrbuch der Steindruckerey byl vydán v roce 1818 v Mnichově.
Roku 1826 Senefelder zavedl vícebarevnou litografii a v roce 1833 tisk olejem ředitelnými barvami z litografického kamene na plátně. Jeho metalografické pokusy o tisk z oceli, zinku, mosazi a mědi se později se staly základem pro ofsetový tisk.
Senefelder získal za svůj objev litografie řadu ocenění – roku 1808 navštívil jeho dílnu bavorský korunní princ a udělil mu titul primus auctor. Téhož roku byla jeho busta umístěna v mnichovské Síni slávy. Další ceny obdržel v zahraničí a znovu v Bavorsku – 1819 Zlatá medaile, Society of Arts, London, 1827 Stříbrná medaile, Soc. d'encouragement, Paris, 1827, Goldene Ehrenmedaille d. bayer. Zivilverdienstordens.
Kamenotisk je vhodný především pro tisk obrazových předloh, reprodukcí kreseb či k volné tvorbě a la prima. Soutiskem dvou či více desek vzniká barevná litografie. Princip kamenotisku využívá donedávna nejrozšířenější tisková technika ofset. Litografie je dodnes používaná jako umělecká tisková technika.